# Балтийский городской округ
Балти́йский городско́й о́круг — муниципальное образование в Калининградской области России. Ему соответствует административно-территориальная единица город областного значения Балтийск.
Административный центр — город Балтийск.

## География
Расположен на западе Калининградской области на Самбийском полуострове. На севере граничит с Зеленоградским городским округом, на юге по Балтийской косе — с Польшей. С запада омывается водами Гданьского залива, с востока — Калининградского (Вислинского) залива. Является самым западным муниципальным образованием Российской Федерации.
Площадь территории округа составляет 174,59 км², в том числе 71 км² — площадь водного фонда.

## История
Современный Балтийский городской округ расположен на части территории двух исторических областей: Самбии и Натангии.
22 марта 1994 года был образован Балтийский городской округ. В 2008 году он был преобразован в Балтийский муниципальный район.
Законом Калининградской области от 31 мая 2018 года № 176 все поселения, входившие в состав Балтийского муниципального района (Балтийское городское поселение, Приморское городское поселение и сельское поселение Дивное), были объединены в единое муниципальное образование — Балтийский городской округ.

## Население
| 2007    | 2008    | 2009    | 2010    | 2011    | 2012    | 2013    |
| ------- | ------- | ------- | ------- | ------- | ------- | ------- |
| 36 239  | ↗36 392 | ↗36 504 | ↘36 047 | ↗36 065 | ↗36 232 | ↘36 104 |
| 2014    | 2015    | 2016    | 2017    | 2018    | 2019    | 2020    |
| ↗36 279 | ↗36 464 | ↗36 560 | ↘36 553 | ↗36 735 | ↗37 037 | ↗37 124 |
| 2021    | 2023    | 2024    |         |         |         |         |
| ↘28 856 | ↗29 090 | ↗29 289 |         |         |         |         |

Национальный состав
По итогам переписи населения 2020 года проживали следующие национальности (национальности менее 0,1 % и другое, см. в сноске к строке «Другие»):
| Национальность | Численность, чел. | Доля     |
| -------------- | ----------------- | -------- |
| Русские        | 25 094            | 86,96 %  |
| Украинцы       | 737               | 2,55 %   |
| Белорусы       | 529               | 1,83 %   |
| Татары         | 153               | 0,53 %   |
| Литовцы        | 61                | 0,21 %   |
| Армяне         | 51                | 0,18 %   |
| Лезгины        | 46                | 0,16 %   |
| Казахи         | 46                | 0,16 %   |
| Азербайджанцы  | 44                | 0,15 %   |
| Немцы          | 40                | 0,14 %   |
| Чуваши         | 36                | 0,12 %   |
| Марийцы        | 36                | 0,12 %   |
| Поляки         | 33                | 0,11 %   |
| Аварцы         | 32                | 0,11 %   |
| Башкиры        | 31                | 0,11 %   |
| Другие         | 1887              | 6,56 %   |
| Итого          | 28 856            | 100,00 % |

## Населённые пункты
В городской округ входят (городу областного значения подчинены) 12 населённых пунктов.
| №  | Населённый пункт | Тип     | Население |
| -- | ---------------- | ------- | --------- |
| 1  | Балтийск         | город   | ↗27 032   |
| 2  | Береговое        | посёлок | 13        |
| 3  | Дивное           | посёлок | ↗632      |
| 4  | Крыловка         | посёлок | ↗34       |
| 5  | Лунино           | посёлок | ↗492      |
| 6  | Нивы             | посёлок | →5        |
| 7  | Парусное         | посёлок | ↗124      |
| 8  | Приморск         | город   | ↗1447     |
| 9  | Прозорово        | посёлок | ↘0        |
| 10 | Тихореченское    | посёлок | ↘3        |
| 11 | Цветное          | посёлок | ↗80       |
| 12 | Черемухино       | посёлок | ↘11       |

## Территориальное деление

### Административный район
В состав Балтийского административного района в 2010—2019 гг. входили:
- 1 сельский округ
  - Дивный;
- 2 города районного значения
  - Приморск
  - Балтийск

### Муниципальный район
В Балтийский муниципальный район в 2006—2018 гг. входило 3 муниципальных образования, в том числе 2 городских и 1 сельское поселение:
| № | Муниципальное образование      | Административный центр | Количество населённых пунктов | Население (чел.) |
| - | ------------------------------ | ---------------------- | ----------------------------- | ---------------- |
| 1 | Балтийское городское поселение | город Балтийск         | 3                             | 33 659           |
| 2 | Приморское городское поселение | город Приморск         | 1                             | 1960             |
| 3 | сельское поселение Дивное      | посёлок Дивное         | 8                             | 934              |

## Органы местного самоуправления
Структуру органов местного самоуправления Балтийского городского округа составляют:
- Совет депутатов муниципального образования «Балтийский городской округ» — представительный орган. Состоит из 20 депутатов, избираемых на 5 лет.
- Глава муниципального образования «Балтийский городской округ» — высшее должностное лицо, председатель Совета депутатов.
- Администрация Балтийского городского округа — исполнительно-распорядительный орган.
- Контрольно-счётная комиссия Балтийского городского округа — контрольно-счётный орган.

Главой округа (председателем Совета депутатов) является Плюгин Николай Викторович, главой администрации — Мельников Сергей Викторович.

## Экономика
Основные параметры бюджета городского округа на 2025 год:
- Доходы — 1 675,4 млн рублей, из них:

```
   Налоговые доходы (включая 
НДФЛ
, земельный налог) — 37,1%;
   Неналоговые доходы — 8,7%;
   Безвозмездные поступления (субсидии, дотации) — 54,2%.
```

- Расходы — 1 645,4 млн рублей, из них:

```
   Образование — 49,3%;
   Национальная экономика и общегосударственные вопросы — 29,5%;
   Жилищно-коммунальное хозяйство — 11,8%;
   Культура, социальная политика, спорт и прочее — 9,4%.
```

- Профицит — 30,0 млн рублей.

## Объекты культурного наследия
На территории округа расположено большое количество объектов культурного наследия (памятников истории и культуры) федерального, регионального и местного значения.
Объекты федерального значения (археология)
| Наименование      | Датировка           | Местоположение                    |
| ----------------- | ------------------- | --------------------------------- |
| Городище Лохштедт | Эпоха Средневековья | 4 км к юго-западу от г. Приморска |
| Городище Лунино   | Железный век        | 0,7 км к востоку от пос. Лунино   |
| Селище Лунино     | IX-XIII вв.         | 0,8 км от пос. Лунино             |

Объекты регионального значения
| Наименование                                    | Датировка     | Местоположение                                          |
| ----------------------------------------------- | ------------- | ------------------------------------------------------- |
| Комплекс зданий штаба флота                     | 1904 г.       | г. Балтийск, пр. Ленина, 1-5а, ул. Красной Армии, 15-19 |
| Крепость «Пиллау» (цитадель, форты, бастионы)   | XVIII-XIX вв. | г. Балтийск, Балтийская коса, Приморское шоссе          |
| Маяк Балтийский                                 | 1816 г.       | г. Балтийск, ул. Морской Бульвар                        |
| Водонапорная башня                              | 1927 г.       | г. Балтийск, просп. Ленина, 66в                         |
| Кирха (ныне — Свято-Георгиевский морской собор) | 1866 г.       | г. Балтийск, ул. адмирала Н. Кузнецова, 3               |

Объекты местного (муниципального) значения
| Наименование                                        | Датировка | Местоположение                      |
| --------------------------------------------------- | --------- | ----------------------------------- |
| Мемориальный комплекс в честь героев штурма Пиллау  | 1976 г.   | г. Балтийск, ул. В. Егорова         |
| Памятник В. И. Ленину                               | 1961 г.   | г. Балтийск, пр. Ленина             |
| Здание отеля «Золотой якорь»                        | 1940 г.   | г. Балтийск, ул. Морской бульвар, 6 |
| Братская могила советских воинов на Балтийской косе | 1949 г.   | г. Балтийск, Балтийская коса        |